# DB-Baureihe VT 95
Als Baureihe VT 95 führte die Deutsche Bundesbahn (DB) ihre einmotorigen, als Schienenbusse bezeichneten Leichttriebwagen. Sie wurden für Nebenbahnen konzipiert, auf denen der Dampflokomotiv- oder Diesellokomotivbetrieb nicht rentabel war. Die Kennbuchstaben VT bedeuteten Verbrennungsmotortriebwagen. Ihre Einordnung erfolgte in den Stammnummernbereich VT 90 bis 99, der Schienenbussen, Leicht-, Schmalspur- und Sondertriebwagen vorbehalten war. Die Ordnungsnummer begann mit einer „9“, die für mechanische Kraftübertragung stand.
Ab 1968 wurden die Fahrzeuge mit der Einführung der EDV-gerechten Baureihenbezeichnungen als Baureihe 795 geführt.

## Hintergrund
Die deutschen Bahnverwaltungen arbeiteten in den Mangeljahren nach dem Zweiten Weltkrieg zunächst das verfügbare, aber größtenteils beschädigte oder abgewirtschaftete Fahrzeugmaterial auf. Im September 1949 übernahm die Deutsche Bundesbahn 74 zweiachsige, für die Deutsche Reichsbahn beschaffte Motortriebwagen für Nebenbahnen. Hauptsächlich waren es dieselmechanische Fahrzeuge, vor allem 32 Exemplare des 1937/38 gebauten „Einheits-Nebenbahn-Triebwagens“ der Bauart 34 (VT 70.9), aber auch zahlreiche Kleinstserien und Einzelstücke mit verschiedenen Antriebskonzepten. In Anbetracht des Rationalisierungsbedarfs bezüglich der Nebenstrecken waren das zu wenige, zudem zu uneinheitliche Fahrzeuge.

## Geschichte
Auf dem 11.700 Kilometer umfassenden westdeutschen Nebenbahnnetz hatte sich in der Nachkriegszeit der Betrieb mit Dampflokomotiven zu einem unwirtschaftlichen Kostenfaktor entwickelt. 1948 stellte die Deutsche Reichsbahn im Vereinigten Wirtschaftsgebiet (der sogenannten Bizone) daher einen Forderungskatalog für einen leichten Dieseltriebwagen auf. Das Lastenheft sah ein zweiachsiges Fahrzeug vor, das wegen seiner eisenbahnuntypischen Bauweise nicht mit herkömmlichen Eisenbahnfahrzeugen gekuppelt werden sollte. Selbsttätig wirkende Mittelpufferkupplungen des Typs „Scharfenberg leicht“ sollten das bedarfsweise Mitführen spezieller Beiwagen ermöglichen. Anstelle regulärer Zug- und Stoßeinrichtungen waren einfache Stoßfederbügel als Aufstoßschutz vorgesehen. Der Triebwagen sollte mindestens 40 Sitzplätze und eine Toilette aufweisen. Motor, Getriebe und weitere Bauteile sollten der Produktion von Straßenbussen entnommen werden, um den Anschaffungspreis niedrigzuhalten.
Die Waggonfabrik Uerdingen hatte 1933 einen „Schienen-Autobus“ mit einem Opelmotor für die Lübeck-Segeberger Eisenbahn und 1936 einen weiteren Triebwagen (mit Beiwagen) für die Lübeck-Büchener Eisenbahn gebaut. Die beiden Triebwagen nahmen rückblickend schon viele Elemente der späteren Uerdinger Schienenbusse der Deutschen Bundesbahn vorweg.
Im Juni 1949 kam es zu einem Treffen von Vertretern der Waggonfabrik Uerdingen und der Offenbacher Reichsbahn-Hauptverwaltung, bei dem die wirtschaftlich-technischen Anforderungen festgelegt wurden. Da gemäß der Eisenbahn-Bau- und Betriebsordnung (EBO) der größte zulässige feste Achsstand bei nicht radial einstellbaren Radsätzen 4,5 m betrug, musste die Länge von zehn Metern bei einer Breite von drei Metern mit vergleichsweise langen Überhängen (Differenz zwischen Achsabstand und Gesamtlänge) erkauft werden. Der selbsttragende Wagenkasten sollte aus geschweißten Stahlprofilträgern und Außenblechen aus Leichtmetall bestehen. Für den möglichen Einsatz auch auf Hauptstrecken wurde eine Höchstgeschwindigkeit von 90 km/h gefordert, die mit dem neuen Unterflurmotor U 9 von Büssing erreicht werden sollte. Der Anschaffungspreis sollte die Obergrenze von 50 000 DM nicht überschreiten.

### Prototypen
Von März bis August 1950 lieferte die Waggonfabrik Uerdingen die Prototypen VT 95 901 bis 910 und sechs gleichartige Beiwagen VB 140 701 bis 706 (später: VB 141 001 bis 006) an die inzwischen gegründete Deutsche Bundesbahn. Diese Fahrzeuge wiesen den höchstzulässigen Achsstand für nicht radial einstellbare Radsätze von 4,5 m auf, sie waren 10,50 m lang und 3,00 m breit. Erst der im November 1950 in Dienst gestellte VT 95 912 (später: VT 95 9112) besaß – aufgrund einer Ausnahmegenehmigung – mit 6,0 m bereits den Achsstand der späteren Serienfahrzeuge. Die Frontgestaltung der Trieb- und Beiwagen mit der heruntergezogenen Dachkante wich von den Serienfahrzeugen ab.
Das Laufwerk ließ sich vollständig vom selbsttragenden Wagenkasten trennen. Dieser bestand aus einem geschweißten Stahlgerippe mit Leichtmetallbeblechung und bildete mit dem Wagenboden aus Wellblech eine Einheit. Mittels gummigelagerter Pendelgehänge war er vom Laufwerk schwingungs- und schallisoliert. Die Sitzbänke in der Anordnung 2+3 boten 41 (beim VT 95 912: 51) Sitzplätze. Sie hatten je nach Fahrtrichtung umklappbare Rückenlehnen, nur beim VT 95 911 waren die Sitze starr vis-à-vis angeordnet. Hinzu kamen 12 (VT 95 911: 6, VT 95 912: 8) Klappsitze. Auch der (jeweils unbenutzte) Sitz des Triebfahrzeugführers konnte umgeklappt und dann von Fahrgästen benutzt werden.
Trieb- und Beiwagen waren durch Rockinger-Trichterkupplungen, die für den Schienenverkehr eine eigene Zulassung benötigten, miteinander verbunden, später wurden vereinfachte Scharfenbergkupplungen der Serienwagen nachgerüstet. Die Triebwagen 901 bis 910 hatten, um 51 Sitzplätze und eine Toilette unterbringen zu können, diagonal versetzt jeweils nur eine Tür auf jeder Wagenseite, was sich schnell als unzureichend herausstellte. Mit dem ansonsten identischen VT 95 911, der für die Betriebsvereinigung der Südwestdeutschen Eisenbahnen (SWDE) in der französischen Besatzungszone gefertigt wurde, entstand ein erstes viertüriges Fahrzeug. Die Beiwagen, die Platz für Traglasten und Gepäck boten, waren sämtlich mit vier Türen ausgestattet. Nur die Triebwagen VT 95 909 und 910, die anfangs als CPw bezeichnet wurden, hatten ein Gepäckabteil.
Die gedrosselten Sechszylinderdieselmotoren der Bauart U 9 von Büssing leisteten je 110 PS. Um die Höchstgeschwindigkeit von 90 km/h erreichen zu können, kamen ein sechsgängiges Elektromagnetgetriebe der Zahnradfabrik Friedrichshafen (Bauart Faun) zur Anwendung, das auf eine der beiden Achsen wirkte, und eine von Uerdingen entwickelte pendelnde Wagenkastenaufhängung, die eine adäquate Laufruhe versprach. Die Federung der Achsen erfolgte mittels Blattfedern.

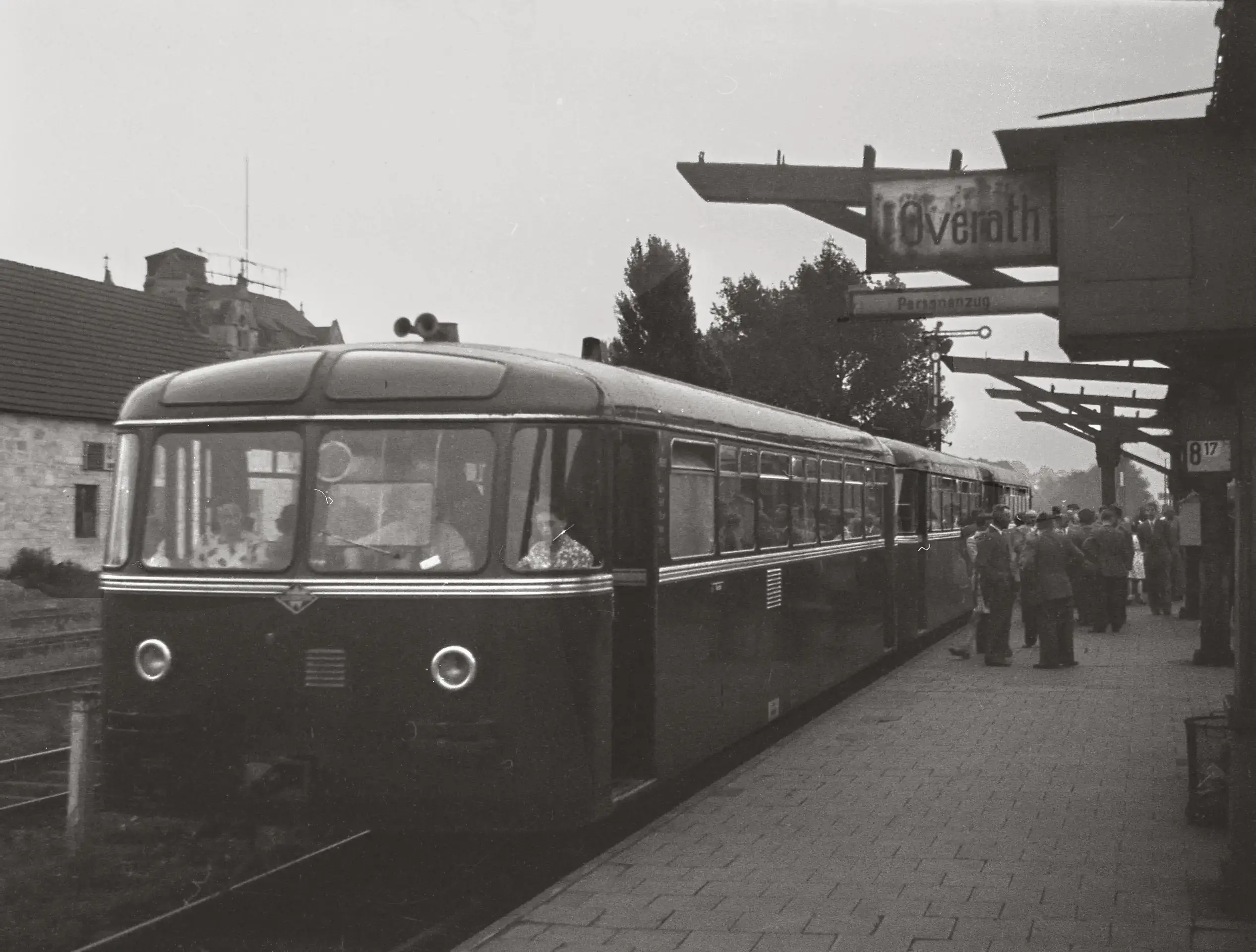
Eine dreiteilige VT-VB-VT-Komposition 1953 in Troisdorf. Noch sind die Oberlichter vorhanden, jedoch gibt es noch kein drittes Spitzenlicht.

Die Wagenkästen sämtlicher Fahrzeuge waren bei der Auslieferung rot (RAL 3004), die Dächer mit silberner Alu-Dachfarbe lackiert. Der untere Kastenrand und das Untergestell waren schwarz.
Der Stückpreis eines zweitürigen Triebwagens betrug 79 180 DM. Der eigene Vorführungszug des Herstellers wurde im Sommer 1950 fertiggestellt und im August jenes Jahres zu einem Sonderpreis als VT 1/VB 1 an die Lübeck-Segeberger Eisenbahn verkauft.
Im Dezember 1951 erteilte der Bundesverkehrsminister auf Drängen des Bundesbahn-Zentralamts eine Ausnahmegenehmigung für die Verlängerung des festen Achsstands, daher konnte der Prototyp VT 95 912 einen auf 12,75 Meter verlängerten Wagenkasten erhalten. Der Achsstand von 6,0 Metern eröffnete neben der Vergrößerung des Platzangebots die Möglichkeit, eine zweite Maschinenanlage einzubauen, was für den Einsatz auf Steilstrecken unerlässlich war. Das Fahrzeug wurde mit eigener Statik neu durchkonzipiert, u. a. wurden die Überhänge weiter vergrößert und die Türen von den Führerpulten zurückgezogen.

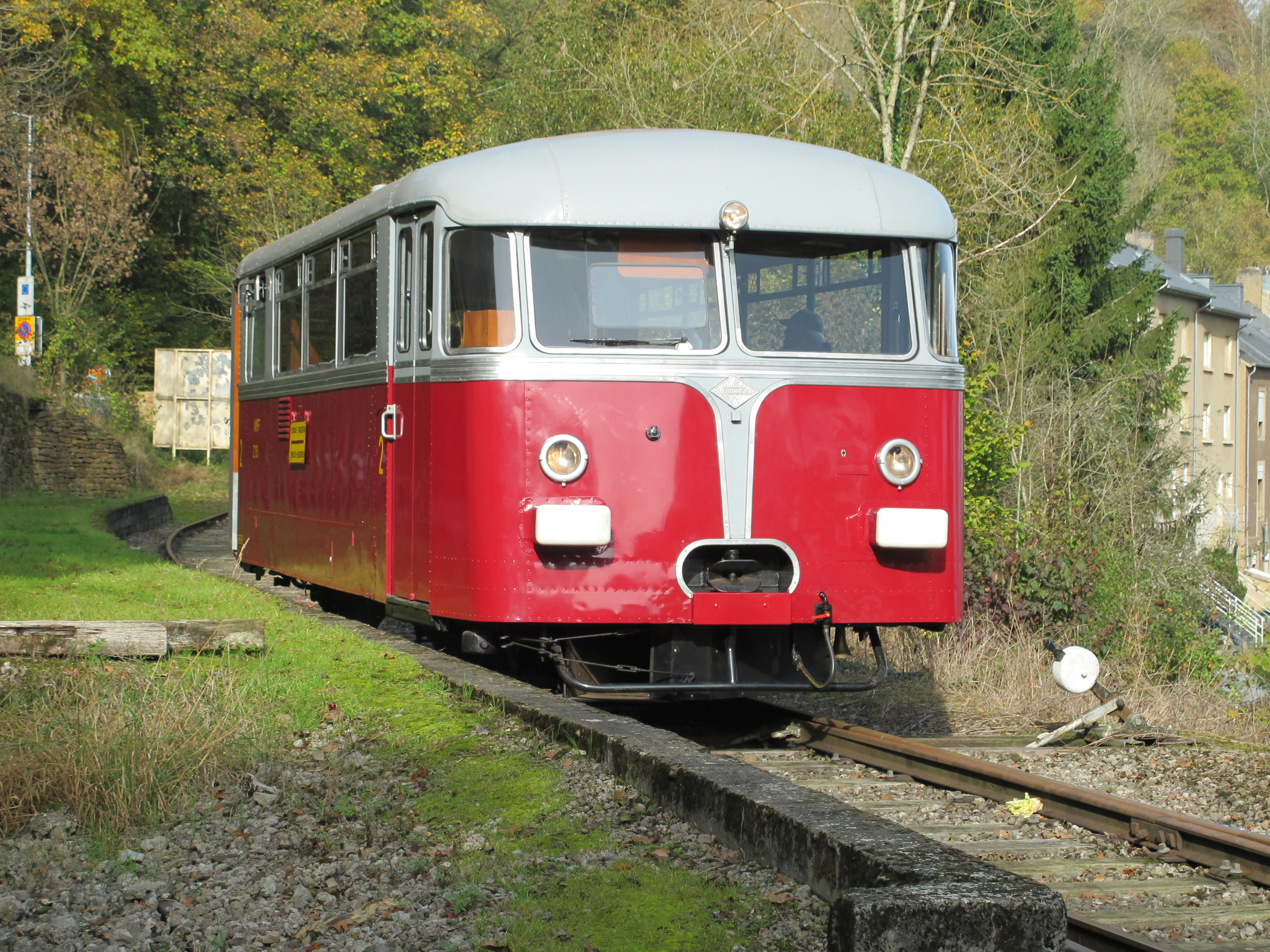
Perlgrau / roter Luxemburger Triebwagen Z 151 bei der Museumsbahn AMTF Train 1900 in Fond-de-Gras

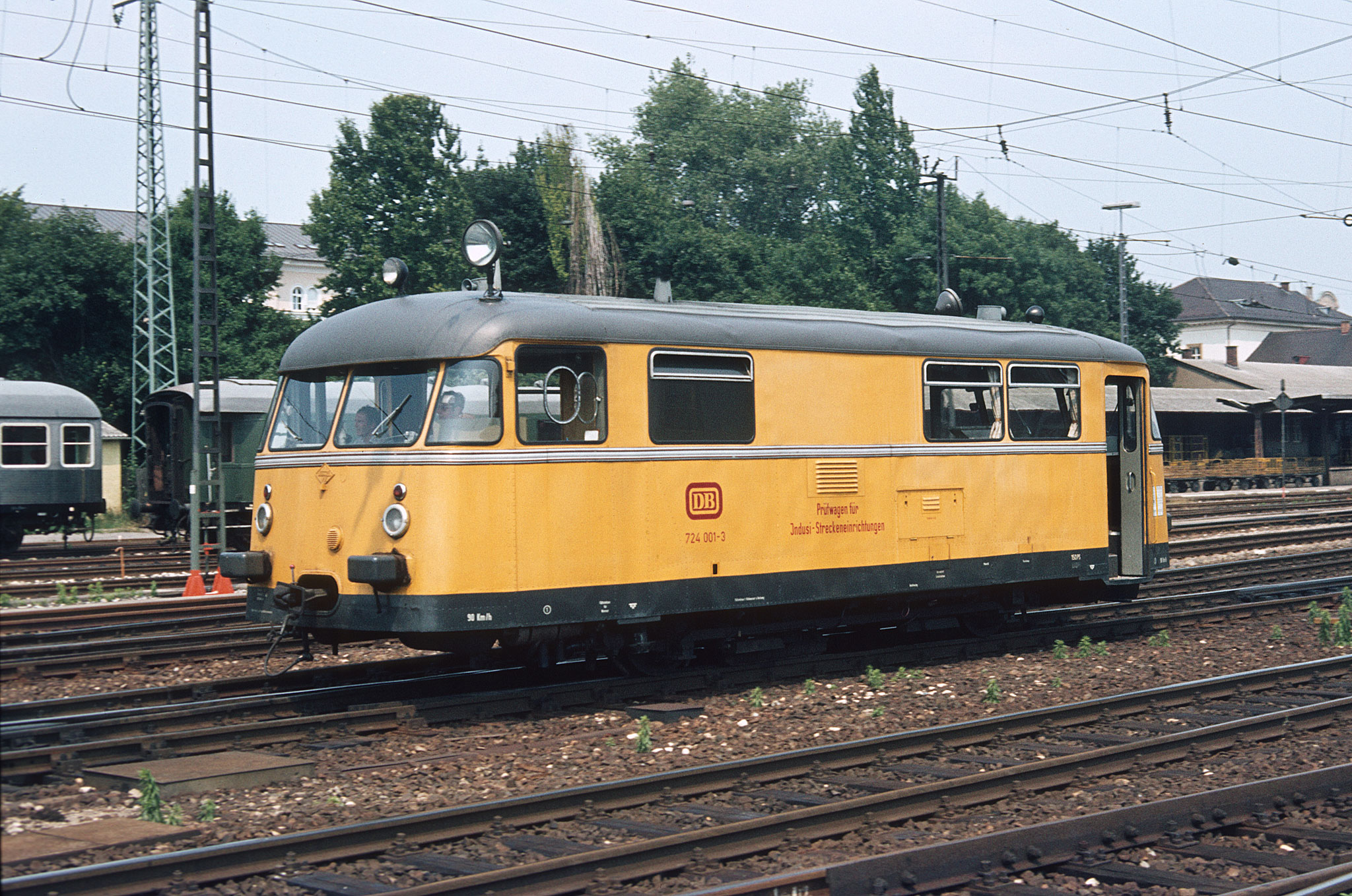
Der zum Indusi-Messwagen 724 001 umgebaute Prototyp VT 95 906 im Juni 1981 in Regensburg

Die Prototypen sollten unter unterschiedlichen klimatischen und topographischen Bedingungen getestet werden. In Betrieb genommen wurden sie wie folgt:
- VT 95 901 am 16. Mai 1950 im Bahnbetriebswerk Husum
- VT 95 902 am 18. Mai 1950 im Bahnbetriebswerk Flensburg, mit Beginn des Winterfahrplans 1950/51 nach Husum umstationiert
- VT 95 903 und 904 (9. Mai 1950), 905 (6. Juni 1950), 907 (1. Juli 1950) im Bahnbetriebswerk Kempten (Allgäu)
- VT 95 906 am 23. Juni 1950 im Bahnbetriebswerk Flensburg, mit Beginn des Winterfahrplans 1950/51 nach Husum
- VT 95 908 am 15. Oktober 1950 in Heiligenhafen, am 2. Dezember 1950 nach Kempten (Allgäu)
- VT 95 909 (CPw) am 4. August 1950 in Heiligenhafen
- VT 95 910 (CPw) am 3. August 1950 in Kempten, am 1. Dezember 1950 nach Heiligenhafen
- VT 95 911 (Viertürer; SWDE) im August 1950 im Bahnbetriebswerk Konstanz
- VT 95 912 (Viertürer, 6,0 Meter Achsstand) 1951 in Kempten (Allgäu)

Im ersten Betriebsjahr erreichten die Triebwagen der DB Laufleistungen von durchschnittlich 114 000 Kilometern, dabei standen 3086 Plantagen nur 281 Ausfalltage gegenüber. Probleme bereitete das ruckfrei schaltbare, elektromagnetisch gesteuerte Sechsganggetriebe der Zahnradfabrik Friedrichshafen hinsichtlich der Wartung und der Zuverlässigkeit. Die aus der Straßenbahnfertigung übernommene Knorr-Bremsanlage, bei der die Druckluft-Scheibenbremsen über ein Pedal bedient wurden, war vor allem für altgediente Lokführer ungewohnt. Sie erwies sich als unterdimensioniert und schwer dosierbar. Die Wagen 908 und 910 wurden daher bereits ab Werk mit starr aufgehängten Magnetschienenbremsen ausgerüstet.
Drei viertürige Triebwagen der Prototyp-Ausführung mit 4,5 Metern Achsstand wurden von deutschen Privatbahnen erworben: die Tecklenburger Nordbahn (TN) orderte einen Triebwagen (T 5, ausgeliefert im Juni 1951), die Hohenzollerische Landesbahn (HzL) zwei Einheiten aus Trieb- und Beiwagen (VT 6/7 und VB 16/17, ausgeliefert nach den Fahrzeugen für die CFL). Zehn viertürige Triebwagen mit passenden Beiwagen kaufte die Luxemburger staatliche Eisenbahngesellschaft Chemins de Fer Luxembourgeois (CFL). All diese Fahrzeuge wurden zwischen Juni und Oktober 1951 fertiggestellt.
Der Prototyp VT 95 906 wurde 1964 zu einem Indusi-Messwagen umgebaut und fortan von der Signalwerkstatt Wuppertal mit der neuen Baureihenbezeichnung 724 eingesetzt. Das zunächst weiterhin rot lackierte Fahrzeug erhielt 1977 zwei große Dachscheinwerfer und separate Schlussleuchten. Der Dieselmotor wurde durch einen Büssing U 10 mit 150 PS ersetzt, der Wagenkasten gelb lackiert. Der Triebwagen blieb als einziges Prototypfahrzeug der Deutschen Bundesbahn erhalten und gehört heute der Vulkan-Eifel-Bahn Betriebsgesellschaft. Alle anderen wurden in den Jahren 1955 bis 1966 ausgemustert und verschrottet.
1955 erwarb die Lübeck-Segeberger Eisenbahn den „langen“ VT 95 9112 samt Beiwagen VB 142 004 (als VT 2 und VB 2) und wurde so zum ersten Abnehmer gebrauchter DB-Schienenbusse. Die VT 1 und VB 2 wurden 1967 verschrottet. Die VT 2 und VB 1 wurden 1965 an die Buxtehude-Harsefelder Eisenbahn (BHE) weitergegeben, sei wurden 1969 abgestellt und 1978 verschrottet. Der VT 7 der HzL hatte 1970 einen Unfall und wurde – wie auch der VB 16 – ausgemustert und verschrottet. Die VT 6 und VB 17 wurden 1973 verkauft. Der Triebwagen der TN lief dort bis zur Einstellung des Personenverkehrs im Jahr 1970, wurde dann an die Vorwohle-Emmerthaler Eisenbahn-Gesellschaft verkauft und 1973 ausgemustert.

### Serienwagen

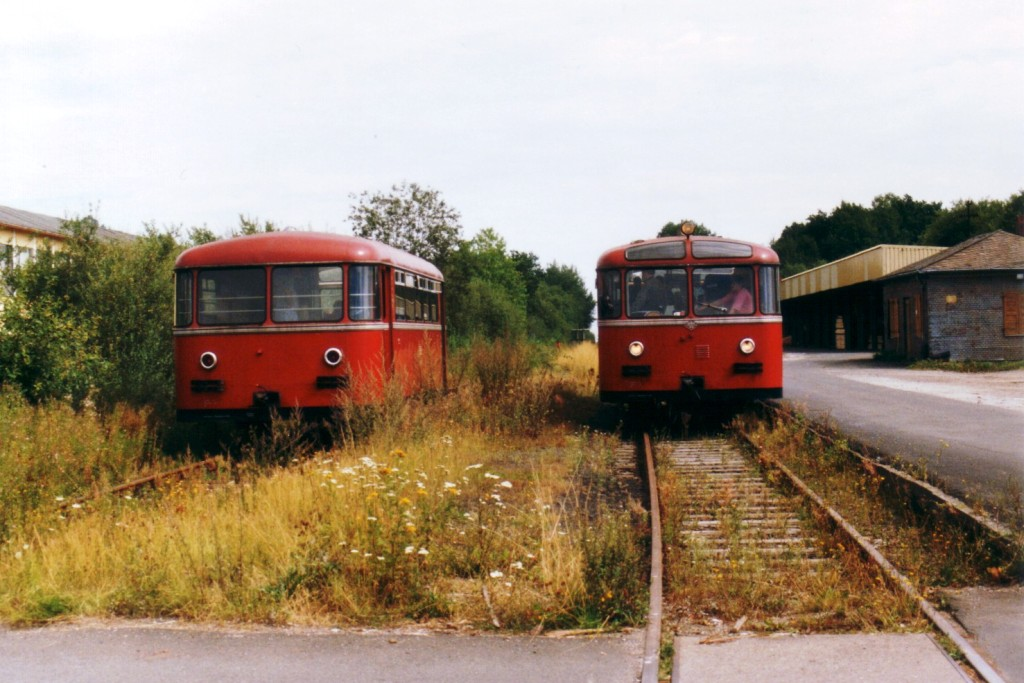
VB 142 und VT 95 mit Oberlichtern und aufgesetztem dritten Scheinwerfer

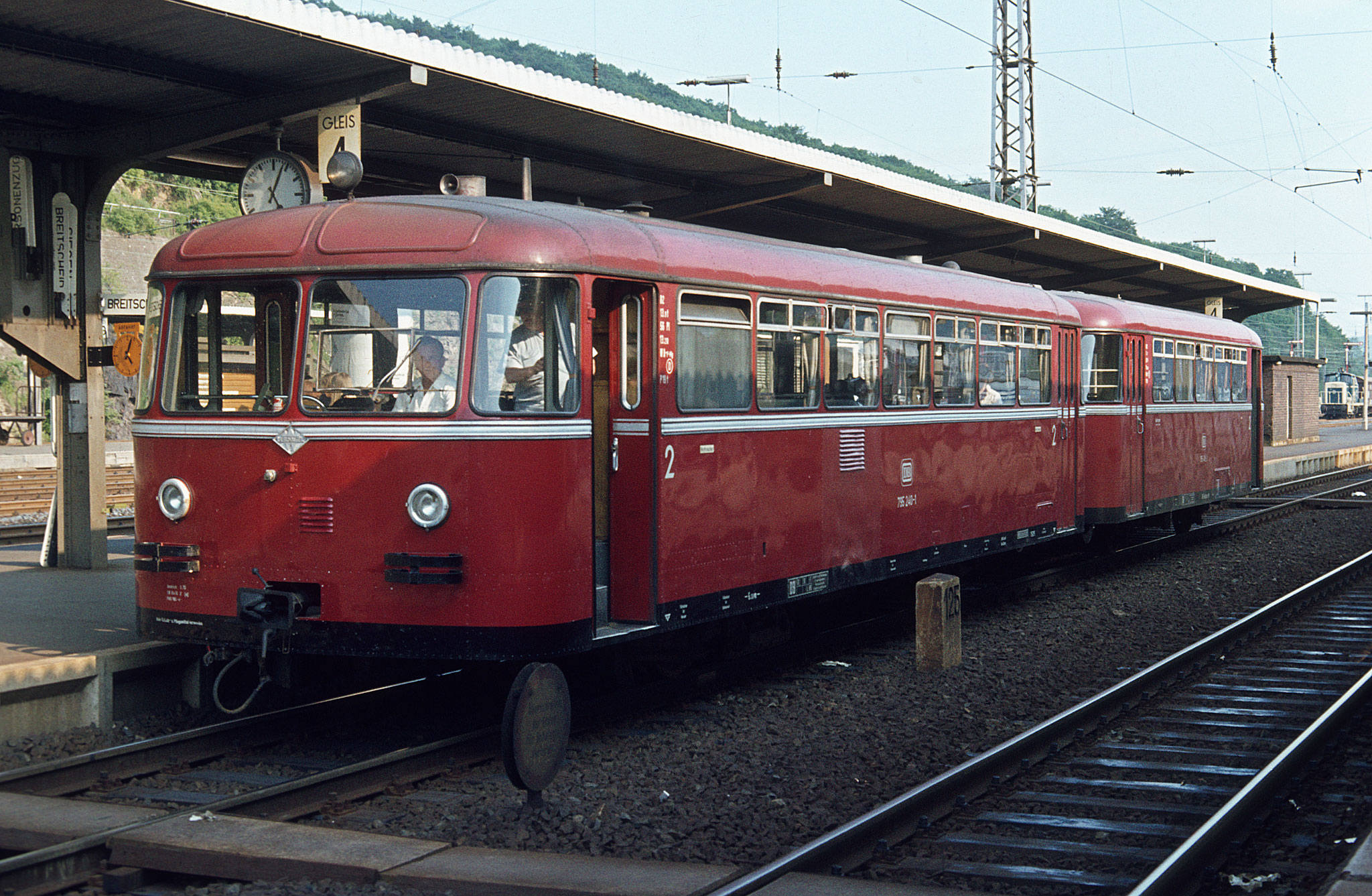
Der spätere Museumstriebwagen 795 240 mit überstrichenen Oberlichtfenstern und einem Fahrzeugscheinwerfer als drittem Spitzensignal, als Nahverkehrszug nach Breitscheid am 29. Mai 1978 abfahrbereit im Bahnhof Dillenburg

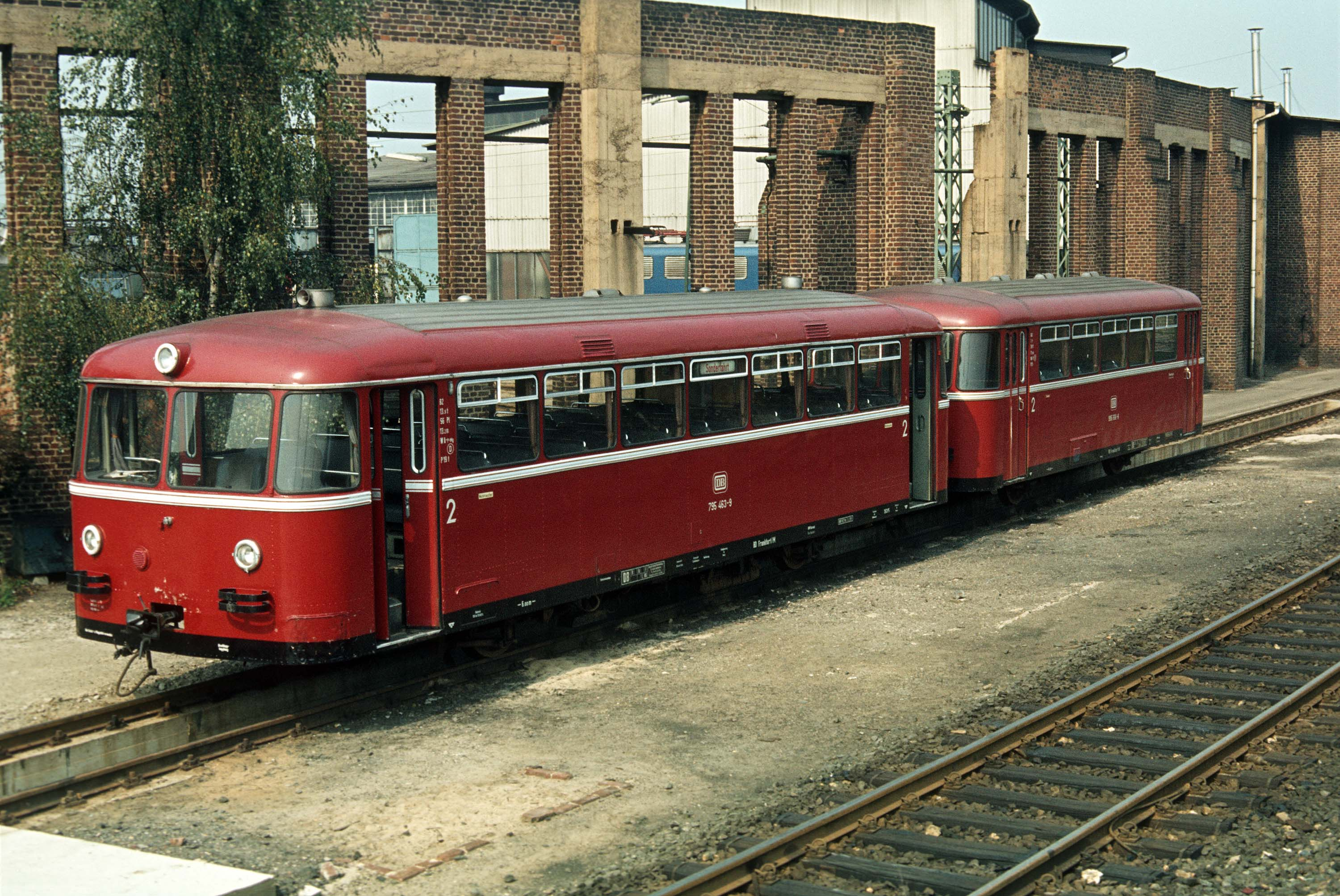
795 463 mit integriertem dritten Spitzensignal im Bahnbetriebswerk Gießen, 1978

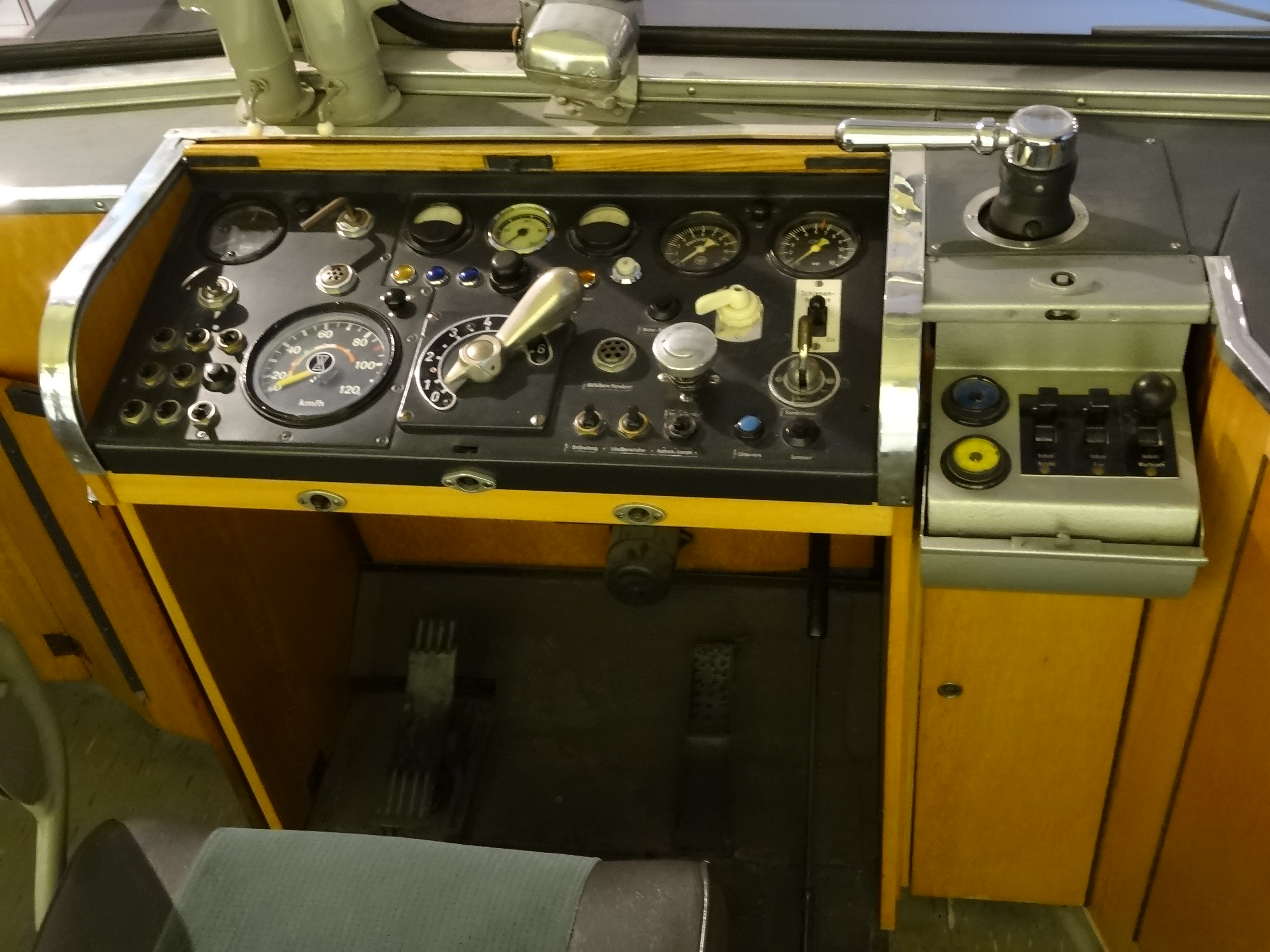
Fahrpult eines VT 95

Aus den beim Bau der Prototypen gewonnenen Erfahrungen wurden die VT 95.9 entwickelt, die ab 1952 von der Waggonfabrik Uerdingen und ab 1954 auch von MAN gebaut wurden. Geliefert wurden 557 einmotorige Triebwagen der Baureihe VT 95.9 sowie 564 Beiwagen der Baureihe VB 142. Da die dreistelligen Ordnungsnummern nicht ausreichten, wurde ab der zweiten Bauserie hinter der „9“ eine zusätzliche Ziffer (beginnend ab „1“) eingefügt. Der erste Wagen dieser Serie wurde somit als 95 9173 statt 95 973 bezeichnet, auf die Einführung einer angedachten Baureihe VT 96 konnte verzichtet werden (95 9201 statt 96 901). Auch der Prototyp 95 912 und die Triebwagen der ersten Serie wurden nachträglich entsprechend umbezeichnet, z. B. wurde aus dem 95 913 der 95 9113.
Wie beim Prototyp VT 95 9112 betrug der Achsstand der Triebwagen 6,0 Meter, der Wagenkasten war 12,75 Meter lang. Die Länge über Stoßfederbügel belief sich zunächst auf 13,265 Meter, ab dem Wagen 9270 auf 13,295 m. Die Motorisierung bestand zunächst aus einem Büssing-Unterflurmotor U 9 mit angeflanschtem elektromechanischen Sechsganggetriebe. Er leistete 110 PS bei 1800 min−1, wurde bei einigen Triebwagen der ersten Bauserie aber bereits auf 130 PS bei 1900 min−1 eingestellt. Seine Weiterentwicklung als U 9A führte zu 130 PS bei 1800 min, mit Abgasturbolader – den einige Triebwagen probeweise erhielten – leistete dieser sogar 150 PS. Schließlich griff die Deutsche Bundesbahn auf den bereits 1950 von Büssing angebotenen Motor U 10 mit 150 PS bei 1900 min−1 zurück.
Die Beiwagen VB 142 hatten einen Achsstand von nur 4,5 Metern und waren 11,048 Meter lang, was das Drehen eines aus einem Trieb- und einem Beiwagen bestehenden Zugs auf einer Einheitsdrehscheibe zuließ. Sie wurden von den Firmen Uerdingen, Orion, WMD und Rathgeber gebaut. Da nur sie ein Gepäckabteil aufwiesen, war die Mitnahme von Fahrrädern und Gepäck bei einzeln fahrenden Triebwagen problematisch. Daher beschaffte die Deutsche Bundesbahn 60 Einachsanhänger der Baureihe VB 141 für den Fahrrad- und Gepäcktransport. Zehn stammten von WMD, 50 von der Waggonfabrik Fuchs aus Heidelberg. Sie waren überwiegend aber nur bis Anfang der 1960er Jahre im Einsatz. Trieb- und Beiwagen verfügten jeweils über eine Toilette.
In der Regel verkehrten die VT 95 mit einem Beiwagen, vor allem auf Mittelgebirgsstrecken auch solo. Auf dem flachen Land konnten die Triebwagen auch zwei Beiwagen mitführen. Da keine Steuerwagen beschafft wurden, mussten die Triebwagen in den Endbahnhöfen umsetzen. 1954 wurde, zunächst bei 17 Trieb- und Beiwagen, eine Vielfachsteuerung, die sogenannte Kleinsteuerung eingebaut. Sie ermöglichte, mehrere VT 95 in einem Zug von nur einem Führerstand aus zu steuern. Damit konnten Züge aus zwei Trieb- und einem oder zwei Beiwagen eingesetzt werden, wobei die beiden Triebwagen an den Zugenden und die Beiwagen in der Mitte liefen. Diese Betriebsweise vereinfachte die Richtungswechsel an den Linienenden deutlich. Das Ausbesserungswerk Kassel rüstete in den folgenden Jahren 185 Triebwagen entsprechend nach.
Auch nicht mit der Kleinsteuerung nachgerüstete VT 95 / VB 95 wurden in der gleichen Konfiguration wie oben beschrieben eingesetzt. Hierbei war der vorderste und der hinterste Führerstand mit einem Triebfahrzeugführer besetzt. Die Kommunikation der beiden Fahrer erfolgte über einen Summer mit festgelegten Signalen. Die Taste hierfür befindet sich ganz rechts unten im Fahrpult und ist mit „Summer“ beschriftet.
Der Zugführer erteilte den Abfahrauftrag ebenfalls über den Summer. Die Tasten hierfür befanden sich oberhalb der Einstiegstüren von Motor- und Beiwagen. Sie waren damit zu einem gewissen Grade vor unbefugtem Zugriff geschützt.
Die Triebwagen VT 95 9112 bis 9269 wurden mit zwei Oberlichtfenstern im Stirnbereich ausgeliefert. Alle weiteren Fahrzeuge wurden ohne diese Fenster geliefert, da diese den Triebfahrzeugführer bei hohem Sonnenstand blenden konnten. Später wurden die Oberlichter bei allen Triebwagen überstrichen, zum Teil auch verblecht. Der Triebwagen 9176 erhielt, abweichend von der Serie, gesickte Seitenwände, und blieb damit ein Einzelgänger. Die VT 95 9569 und VB 142 515 wurden anstelle der Stahlfederung versuchsweise mit einer Luftfederung ausgestattet, die sich bei dieser Baureihe aber nicht durchsetzte. Ein weiterer Einzelgänger war der 1955 bei Uerdingen gebaute Ultraleichtbeiwagen VB 142 901, der einen Achsstand von sechs Metern aufwies und dabei nur 6250 kg wog. Im Sommer 1953 stattete Uerdingen drei Triebwagen der zweiten Bauserie für die bis dato als Zahnradbahn betriebene Steilstrecke Erlau–Wegscheid mit zwei Motoren aus. Die Triebwagen wurden als VT 98 901 bis 903 bezeichnet. Sie bewährten sich auf der bis zu 68,9 ‰ steilen Strecke und beschleunigten so den Übergang zur Baureihe VT 98.9.
1956 wurde das Dreilicht-Spitzensignal eingeführt. Die Triebwagen ohne Oberlichter erhielten einen integrierten dritten Scheinwerfer im Dachbereich, während bei den anderen ein Pkw-Scheinwerfer als drittes Spitzensignal aufgesetzt wurde. Ab dem VT 95 9270 waren alle Triebwagen serienmäßig mit einer Magnetschienenbremse ausgerüstet, ältere Fahrzeuge wurden nachgerüstet. Statt gewöhnlicher Zug- und Stoßeinrichtungen mit Puffern besaßen die Fahrzeuge leichte Scharfenbergkupplungen und Stoßfederbügel.
Der Innenraum war schlicht gehalten und ähnelte damaligen Omnibussen beziehungsweise Oberleitungsbussen. Es handelte sich um Großraumwagen mit Mittelgang. Die 56 Sitzplätze verteilten sich auf zwölf Sitzbänke für je drei und zehn Sitzbänke für je zwei Fahrgäste. Dazu kamen sieben Klappsitze und eine Toilette. Das Fahrgastabteil eines Beiwagens wies 31 Sitzplätze auf, dazu 10 Klappsitze im Gepäckabteil. Die Rückenlehnen der Sitzbänke konnten durch die Fahrgäste je nach aktuellem Bedarf umgeklappt werden (zum Beispiel, um in Fahrtrichtung zu sitzen) und ermöglichten somit auch wahlweise komplette Reihen- oder Vis-à-vis-Bestuhlung. Die Beleuchtung erfolgte mit unverkleideten Glühlampen. Der Triebwagenführer bediente mit der linken Hand den Schalter der vereinfachten Sicherheitsfahrschaltung (Totmannknopf) an seinem Fahrersitz, mit einem Pedal wurde Gas gegeben. Die Bremsen der Serienfahrzeuge wurden durch ein Führerbremsventil bedient. Da die Führerstände baulich nicht vom Fahrgastraum getrennt waren, konnten die Führertische mit hölzernen Rollläden verschlossen werden. Der Handgriff des außerhalb des Rollos liegenden Führerbremsventils wurde beim Führerstandswechsel vom Triebfahrzeugführer mitgenommen, ebenso der Gangwahlschalter.
In den Jahren 1956 und 1957 wurden 15 VT 95 (95 9901–95 9915) und zwölf (von 15 bestellten) VB 142 an die Eisenbahnen des Saarlandes ausgeliefert. Da sie hätten importiert und verzollt werden müssen, wurden sie in Lizenz bei der Waggonfabrik Lüttgens in Saarbrücken-Burbach gebaut. Die Triebwagen erhielten Dieselmotoren der französischen Firma Berliet, die von der Deutschen Bundesbahn 1962/63 durch solche des Typs Büssing U 10 ersetzt wurden. Ein Teil trug den roten Anstrich der Deutschen Bundesbahn mit der Aufschrift SAAR. Entgegen der üblichen Betriebspraxis durften die VT 95 im Saarland auch mit zwei VB 142 eingesetzt werden. Mit der Eingliederung des Saarlandes in die Bundesrepublik Deutschland im Jahr 1957 wurden diese und die später gelieferten Fahrzeuge von der Deutschen Bundesbahn übernommen.
In Norddeutschland waren die VT 95 vorwiegend auf Nebenbahnen oder auf Kurzstrecken auf Hauptbahnen eingesetzt. Dagegen gab es im süddeutschen Raum auch Einsätze im zuschlagpflichtigen Eilzugdienst und als Touristiksonderzüge. Zur Steigerung der Streckenattraktivität führte die Deutsche Bundesbahn neue Zuggattungen ein, die auf den Einsatz von Schienenbussen anstelle von Dampfzügen hinweisen sollten: To (Schienenomnibus), So (Städteschnellverkehrsschienenomnibus) und Nto (Nahschnellverkehrsschienenomnibus). Anfang der 1960er Jahre wurden die Bezeichnungen durch ein Triebwagensymbol ersetzt.
Ab 1964 wurden einige VT 95 mit der „kleinen Sonderausrüstung“ (unter anderem Rückspiegel und tragbare Fernsprecher) versehen, die einen Betrieb ohne Zugbegleiter ermöglichte. 1968 erhielten die Triebwagen die neue Baureihennummer 795 mit den letzten drei Zahlen der Ordnungsnummer, die Beiwagen die Baureihennummer 995. Zwischen 1971 und 1974 erhielten alle Triebwagen Fahrzeugeinrichtungen der induktive Zugbeeinflussung Indusi.
Die letzten VT 95 wurden 1980 bei der Deutschen Bundesbahn ausgemustert. Lediglich das Bahnbetriebswerk Köln-Nippes hielt den 795 445 noch bis 1983 für die Beförderung von Mitarbeitern zur Brückenmeisterei Köln vor.

## VT 95 bei Privatbahnen
Im November 1951 wurden ein Triebwagen an die Tecklenburger Nordbahn (T 5) und je zwei Trieb- und Beiwagen (VT 6 und 7, VB 16 und 17) an die Hohenzollerische Landesbahn geliefert. Die Triebwagen entsprachen dem Prototyp VT 95 911 identisch. Mit dem VT 30 (mit Beiwagen) der Vorortbahn Wilhelmshaven gelangte eine einzige fabrikneue VT-95-Garnitur der Serienausführung 1952 zu einer Privatbahn.
Zudem erwarben Privatbahnen von der Deutschen Bundesbahn gebrauchte VT 95:
- ein kurzer Prototyp (als VT 1) mit Beiwagen (als VB 1) ging an die Lübeck-Segeberger Eisenbahn
- der lange Prototyp 95 9112 1958 an die Lübeck-Segeberger Eisenbahn, 1965 weiter zur Buxtehude-Harsefelder Eisenbahn
- zwei Serienwagen an die Verkehrsbetriebe Peine-Salzgitter: der 795 160 als VT 3 und der 795 161 als VT 2, beide wurden blau (unterhalb des Fensterbands) und hellblau (Dach und Fensterband) umlackiert[32]
- Serienwagen 795 398 1976 als Bahndienstwagen an die Köln-Bonner Eisenbahnen (KBE)[33], als VT 1 bei der Häfen und Güterverkehr Köln AG erhalten[34]
- Serienwagen 795 322 1981 als Bereisungswagen 750 an die Ruhrkohle AG – 1997 nach Unfall verschrottet[34]

## „Privatbahn-VT 98“
Nachdem die Privatbahnen am VT 95 wenig Interesse zeigten, entwickelte Uerdingen 1953 eine Frontverstärkung für die Triebwagen zur Anbringung von Hülsenpuffern und Schraubenkupplungen. Damit waren die ab 1954 angebotenen Fahrzeuge ertüchtigt, als Schlepptriebwagen auch Güter- und Personenwagen mitzuführen. Der Motor U 9A von Büssing konnte aufgeladen mit bis zu 150 PS Leistung geliefert werden, der neu entwickelte U 10 sogar mit 180 PS. Zu diesen Triebwagen wurden – mit einer Ausnahme – nur entsprechende Beiwagen mit 6 m Achsstand angeboten.

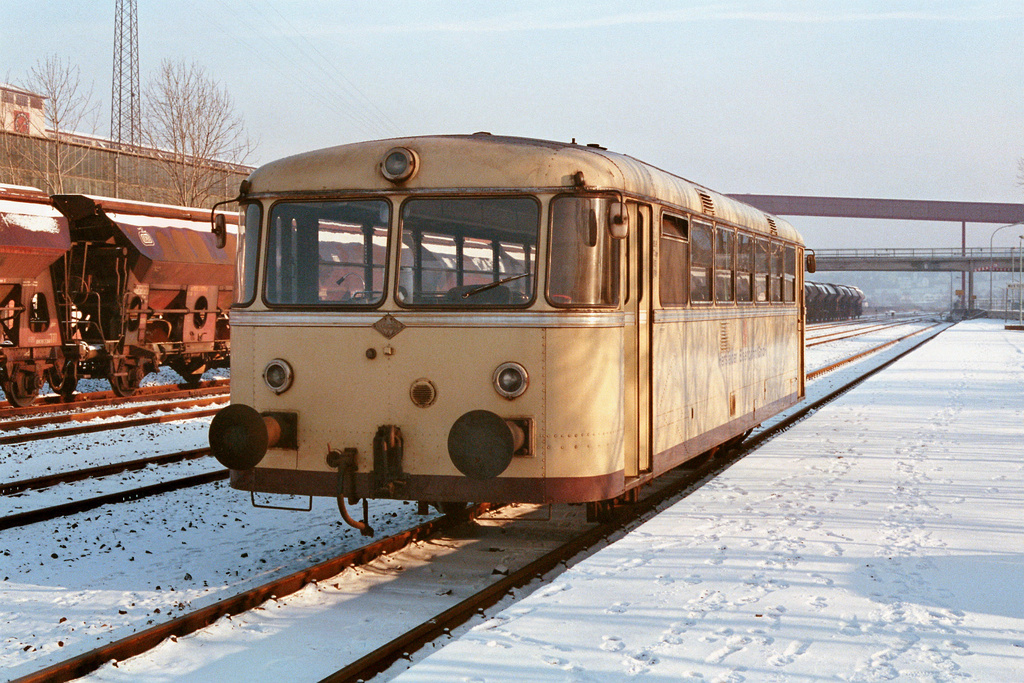
VT 50 der Hersfelder Kreisbahn

Zu jener Zeit gab es die Baureihe VT 98 noch nicht. Die Bezeichnung „Privatbahn-VT 98“ ist jüngeren Datums und bezog sich allein auf das optische Erscheinungsbild, nicht jedoch auf die technischen Aspekte der einmotorigen Triebwagen. Im Gegensatz zu den VT 98 waren die Pufferteller der ersten Privatbahn-VT 98 kreisrund.
Erster Käufer von Privatbahn-VT 98 war die Bentheimer Eisenbahn (BE). Die als T 2 (Triebwagen) und VB 23 (Beiwagen) bezeichneten Fahrzeuge wurden Ende der 1960er Jahre als VT 3.11 und VB 3.90 an die Elmshorn-Barmstedt-Oldesloer Eisenbahn (EBOE) weiterverkauft. 1955 erhielt die Hersfelder Kreisbahn (HKB) zwei Privatbahn-VT 98 (VT 50/51) und den „kurzen“ Orion-Beiwagen VB 60, der als einziger 4,5-Meter-Beiwagen reguläre Zug- und Stoßeinrichtungen aufwies. Im selben Jahr erhielt die Kleinbahn Weidenau–Deuz (KWD) zwei Triebwagen (VT 21/22), die 1968 an die Eisenbahn Altona-Kaltenkirchen-Neumünster (AKN) gingen und 1978 verschrottet wurden. Denselben Weg ging der 1956 an die KWD gelieferte VT 26. Dazu kamen die Beiwagen VB 23–25, von denen ersterer bei der Hochwaldbahn erhalten blieb.
Die Essener Steinkohlenbergwerke AG kaufte 1958 einen Privatbahn-VT 98 für den Personentransport zwischen zwei Schachtanlagen. Das Fahrzeug verunfallte im Jahr 1969 und wurde anschließend verschrottet. 1959 erhielt die HKB nochmals ein solches Fahrzeug (VT 55), das bei der ARGE Schienenbus noch existiert. Der 1960 als VT 27 an die KWD gelieferte Triebwagen kam 1968 zur AKN (VT 2.24) und 1984 zur Interessengemeinschaft Schienenbus Seelze (ISS). Die letzten vier Fahrzeuge dieser Bauart gingen an die Elmshorn-Barmstedt-Oldesloer Eisenbahn (EBOE):
- VT 27 (1961), 1981 als VT 3.07 zur AKN, seit 2007 als VT 27 bei der Westmecklenburgischen Eisenbahngesellschaft (WEMEG)
- VT 28 (1961), 1981 als VT 3.08 zur AKN
- VT 3.09 (1967), 1981 zur AKN
- VT 3.10 (1968), 1981 zur AKN, 1990 nach Unfall verschrottet

## VT 95 im Ausland

### Luxemburg

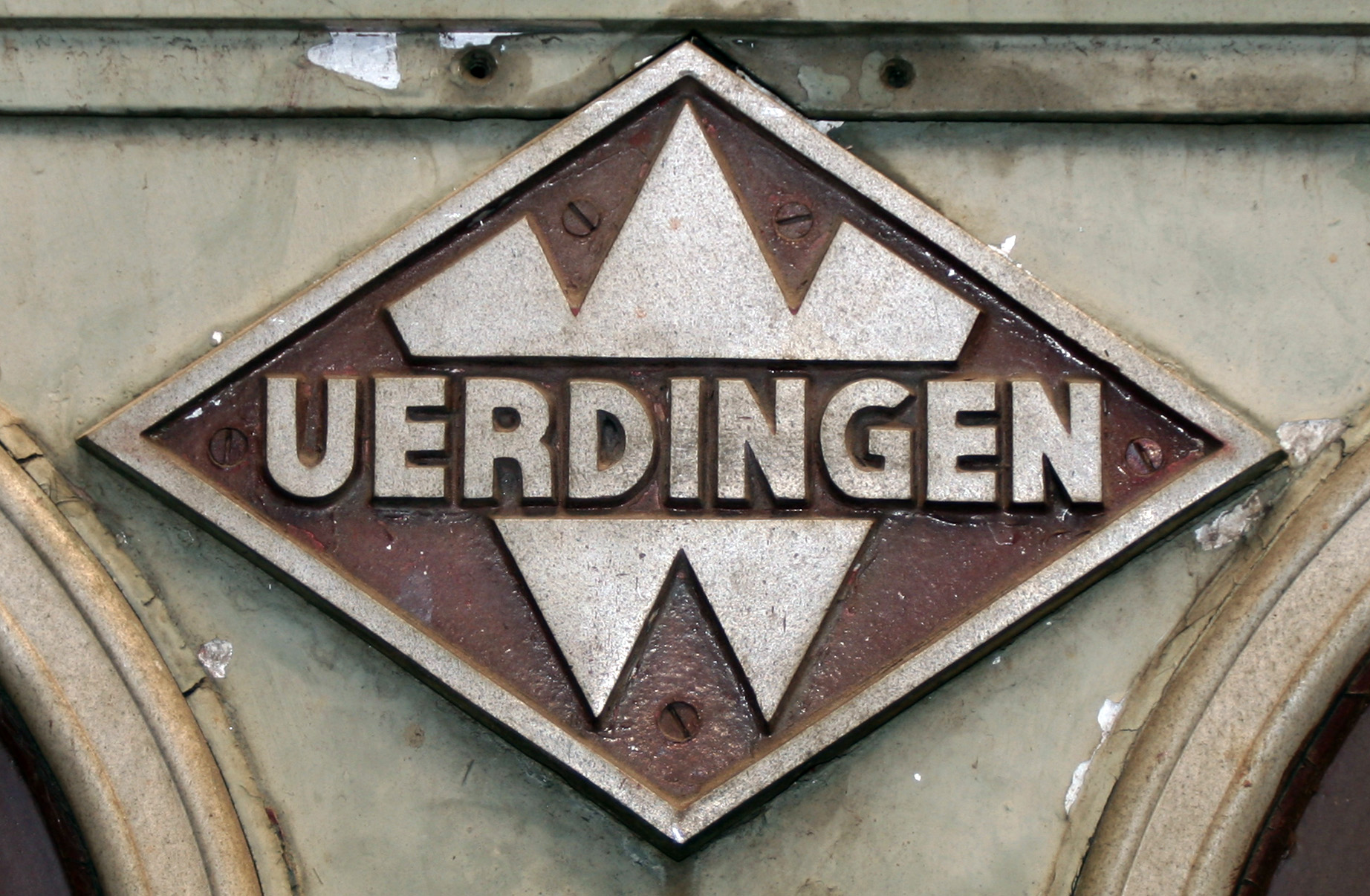
Herstellerschild an einem der Luxemburger Triebwagen

Die Chemins de Fer Luxembourgeois (CFL) kauften 1951 zehn kurze Trieb- (identisch mit dem VT 95 911) und zehn Beiwagen der Prototyp-Serie. Die viertürigen Fahrzeuge erhielten die Betriebsnummern Z 151 bis 160 (Triebwagen) beziehungsweise RZ 1051 bis 1060 (Beiwagen). Der Triebwagen Z 155 wurde im Februar 1955 bei einem Auffahrunfall auf der Strecke Pétange-Ettelbrück schwer beschädigt und nicht wieder instand gesetzt. Ein elfter Triebwagen mit der Nummer Z 161 folgte daher im März 1956 nach Luxemburg. Er entsprach den VT 95-Serienwagen, hatte aber eine Trichterkupplung und halb herablassbare Seitenfenster. Zunächst waren die Luxemburger Wagen wie die deutschen Fahrzeuge rot lackiert. Anlässlich der ersten Zwischenuntersuchung wurden sie 1954/55 auf die CFL-Farben perlgrau/rot umgespritzt, der Nachzügler Z 161 wurde bereits ab Werk so geliefert. Die Schienenbusse waren auf fast allen Luxemburger Bahnstrecken anzutreffen, grenzüberschreitend erreichten sie Trier und die belgischen Orte Arlon und Benonchamps.
Die Triebwagen waren generell mit einem Beiwagen unterwegs. Am 24. Oktober 1968 wurden sechs Garnituren abgestellt, die verbleibenden vier Züge wurden am 17. Juli 1970 ausgemustert. Im April 1973 wurden die letzten Fahrzeuge verschrottet, lediglich ein Zug ist erhalten geblieben. Der Triebwagen Z 151 wird heute bei der Museumseisenbahn im Industrie- und Eisenbahnpark Fond-de-Gras eingesetzt, der Beiwagen RZ 1055 ist dort als umnummeriertes Ausstellungsstück RZ 1061 vorhanden.

### Österreich
1953 gingen die beiden ersten zweimotorig gebauten Uerdinger Schienenbusse als VT 10.01 und 10.02 an die Graz-Köflacher Eisenbahn (GKB). Sie entsprachen den Prototypen des VT 98, die mit Oberlichtfenstern, Scharfenbergkupplungen und Stoßfederbügeln optisch dem VT 95 glichen. Ab 1970 erwarb die GKB von der Deutschen Bundesbahn vier VT 95 aus den Jahren 1951/52, die sie als VT 50.01–04 bezeichnete, sowie fünf Beiwagen des Typs VB 142.
Die Montafonerbahn beschaffte 1955 die beiden einmotorigen Triebwagen VT 11 und VT 12 (später: VT 10.111 und 112), die sich von der Baureihe VT 95 nur durch die herablassbaren Seitenfenster unterschieden. Hinzu kam 1956 als einziger „echter“ Steuerwagen der VT 95-Bauart der passende Steuerwagen VS 21 (später: VB 10.112).

### Jugoslawien

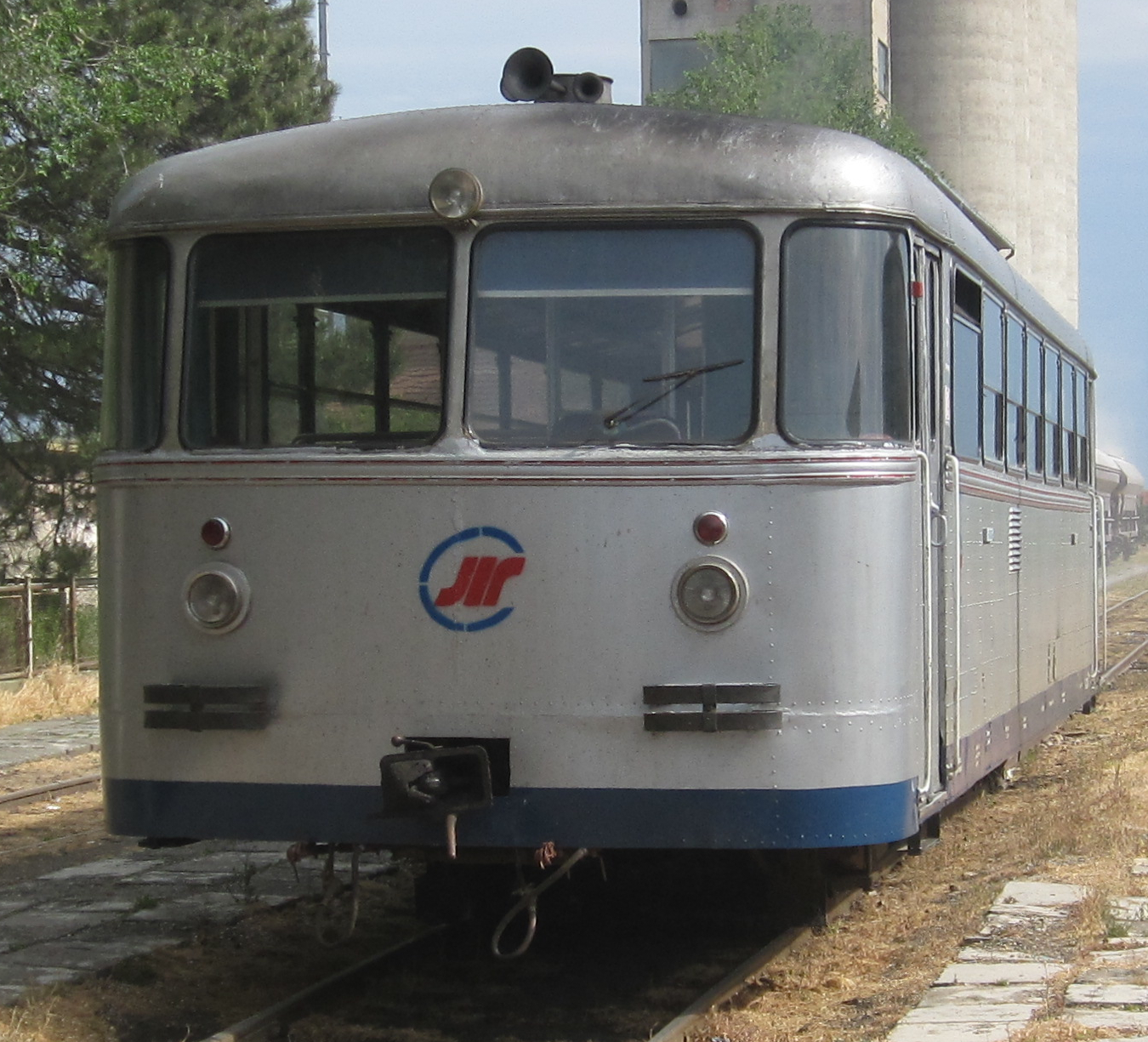
Šinobus von Gosa in Banatsko Miloševo, 2011

Die jugoslawische Staatsbahn Jugoslovenske Železnice (JŽ) bestellte um die Jahreswende 1954/55 zehn Trieb- und zehn Beiwagen. Zwischen dem 12. April und dem 4. Mai 1955 lieferte Uerdingen die Wagen aus. Bei den Triebwagen Dmot 126 000–009 handelte es sich um Serien-VT-95 ohne Oberlichter, die Beiwagen C 37 500–509 wiesen – abweichend von der deutschen Version – einen Achsstand von sechs Metern und kein Gepäckabteil auf.
Da sich die als „Šinobus“ bezeichneten Fahrzeuge bewährten, wurden bis 1967 264 Trieb- und ebenso viele Bei- beziehungsweise Steuerwagen nachbestellt. Diese wurden bei der Firma Gosa in Smederevska Palanka in Lizenz gebaut und – im Gegensatz zu den roten originalen Uerdingern – silber lackiert. Ihre Seitenfenster waren bis zur Hälfte herablassbar, die Zugänge mit einer zusätzlichen unteren Trittstufe versehen. Im Laufe der Zeit wurden sämtliche vorhandenen Beiwagen zu Steuerwagen umgebaut, die Baureihenbezeichnung änderte sich in B 812 (Triebwagen) beziehungsweise B 818 (Steuer- und Beiwagen).

### Italien
Sieben Trieb- und vier Steuerwagen der Uerdinger Bauart wurden von der Firma Macchi-Fer in Varese in Lizenz gebaut. Die Triebwagen entsprachen mit einem Büssing-U-10-Motor weitgehend dem Serien-VT-95, sie waren jedoch nur 12,75 Meter lang und hatten normale Zug- und Stoßvorrichtungen. Mit einem Achsstand von sechs Metern glichen die Steuerwagen den VS 98 der Deutschen Bundesbahn. Die als ALn 1201–1205 bezeichneten Triebwagen sowie die Steuerwagen RP 2001 und 2002 liefen bei der Azienda Consorziale Trasporti (ACT) in Reggio nell’Emilia, zwei Trieb- (AD 21 und 22) und zwei Steuerwagen (RP 221 und 222) bei der Ferrovie del Sud Est (FSE) im Bereich Bari.

### Uruguay
In den Jahren 1980 bis 1982 erwarb die staatliche Eisenbahngesellschaft Administración de Ferrocarriles del Estado (AFE) von der Deutschen Bundesbahn in mehreren Etappen 16 gebrauchte VT 95 und 12 VB 142. Die Triebwagen erhielten die Betriebsnummern 151–166, die Beiwagen die Nummern 51–62. In der Regel verkehrten sie als Zweiwagenzüge auf sämtlichen von Uruguays Hauptstadt Montevideo ausgehenden Streckenästen. Der ehemalige VT 95 9542 stand noch im Jahr 2012 im Vorortverkehr von Montevideo im Einsatz.

## Nachfolger
Auf dem hier behandelten Typ basieren die zweimotorigen Triebwagen der Baureihe VT 98 sowie dessen Zahnradvariante VT 97. Ihre Wagenkästen waren ebenfalls 12,75 Meter lang, die Fahrzeuge hatten jedoch reguläre Zug- und Stoßeinrichtungen, zudem gab es auch Steuerwagen.

## Verbleib

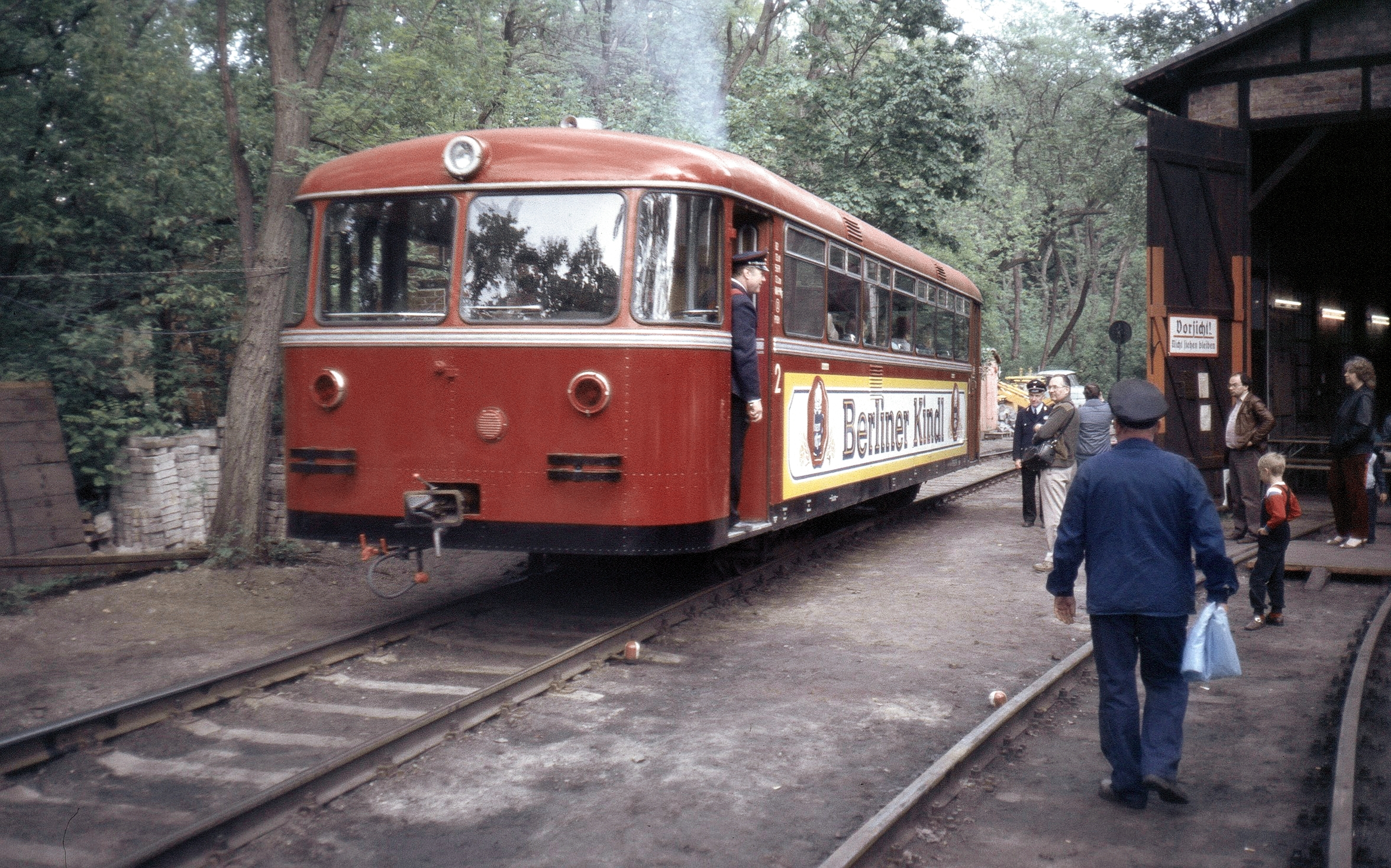
VT 95 9396 der Berliner Eisenbahnfreunde in Berlin-Wittenau, 1987

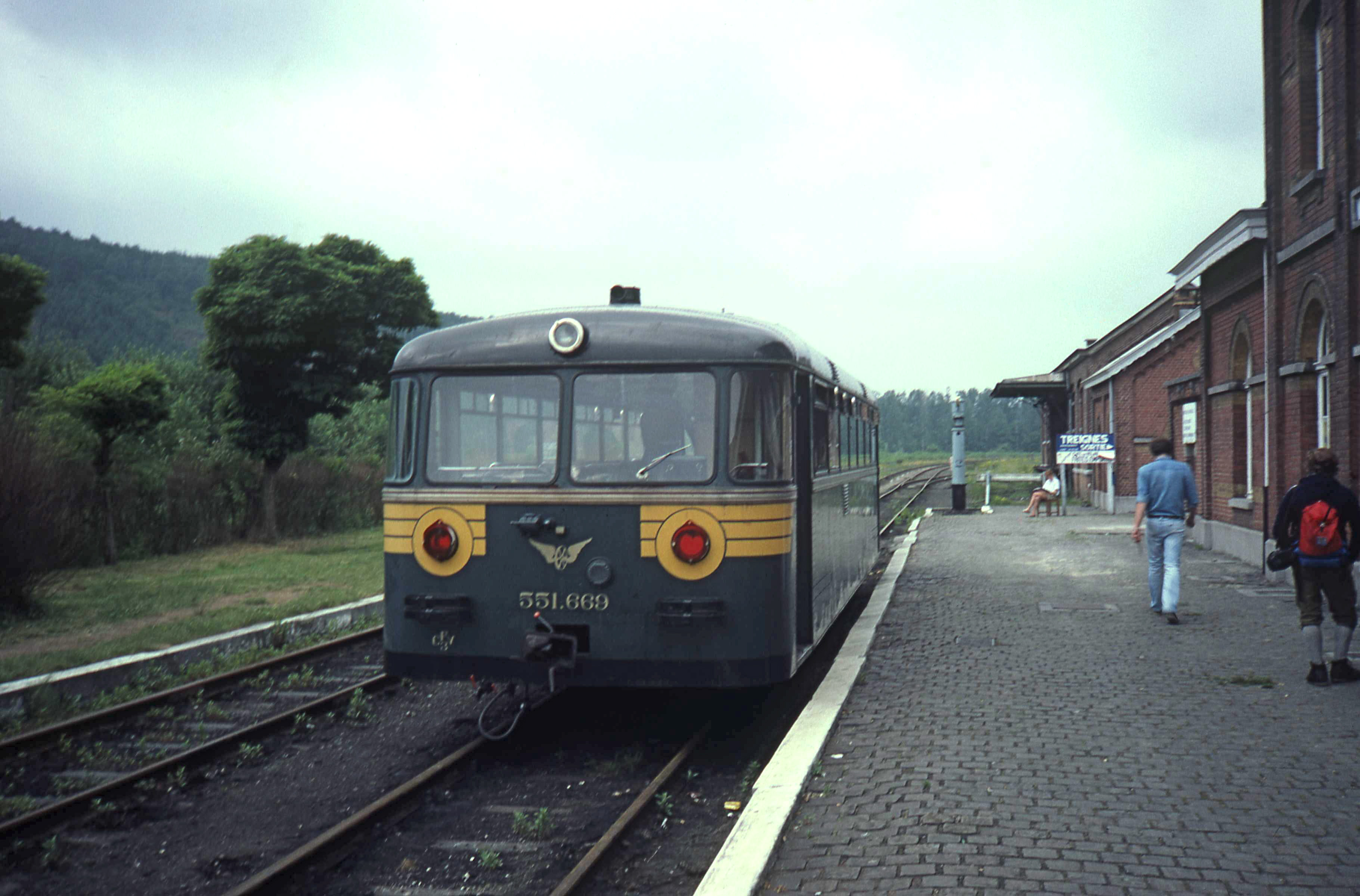
795 669, 1985 noch beim Chemin de fer à vapeur des 3 vallées

Mehrere Triebwagen VT 95 und Beiwagen VB 142 sind in Museen und bei Museumsbahnen erhalten.
- VT 95 9396 und VB 142 307 der Berliner Eisenbahnfreunde e. V. im Heidekrautbahnmuseum in Basdorf
- VT 95 9626 mit Beiwagen der Vulkan-Eifel-Bahn Betriebsgesellschaft in Gerolstein
- 795 122 und VB 142 397 der Museumseisenbahn Hamm
- 795 465 des Deutschen Technikmuseums in Berlin
- 795 627 und 995 497 der Köln-Bonner Eisenbahn-Freunde e. V. (Trieb- und Beiwagen abgestellt)
- 795 414 und 995 409 des Eisenbahnmuseums Dieringhausen
- 795 662 des Chemin de fer à vapeur des 3 vallées im belgischen Treignes (dunkelgrün mit gelben Frontstreifen lackiert)
- 795 669 der Association des Musées et Tourisme Ferroviaires (AMTF) im luxemburgischen Fond-de-Gras, Lackierung wie 795 662
- Luxemburger Triebwagen (kurze Prototypausführung) Z 151 und Beiwagen RZ 1061 (vorm. RZ 1055) der CFL bei der AMTF